# 藤田直太郎
藤田 直太郎（ふじた なおたろう、1870年10-11月（明治3年10月） - 没年不明）は、大日本帝国陸軍軍人。最終階級は陸軍少将。功四級。

## 経歴・人物
福井県出身。1893年（明治26年）陸軍士官学校第4期卒業。
第9師団（第3軍）高級副官として日露戦争に従軍。その後、1913年（大正2年）8月に陸軍歩兵大佐・歩兵第39連隊長、1916年（大正5年）1月に台湾歩兵第1連隊長、1918年（大正7年）4月に陸軍少将・歩兵第4旅団長、1920年（大正9年）8月に第3師団司令部附を経て、1922年（大正11年）2月に待命、同年5月に予備役に編入した。

## 栄典
- 1894年（明治27年）5月1日 - 正八位[3]